# نایت رایدر (مجموعه تلویزیونی ۲۰۰۸)
نایت رایدر (انگلیسی: Knight Rider) یک مجموعهٔ تلویزیونی آمریکایی اثرِ گلن ای. لارسن است که در واقع دنباله‌ای برای مجموعه‌ای به همین نام است که در دههٔ ۱۹۸۰ میلادی پخش شد.

## بازیگران
- جاستین برونینگ
- دیانا روسو
- سیدنی تمیا پوآتیه
- پال کمپبل
- ینسی آریاس
- بروس دیویسن
- اسمیت چو
- پیتر کالن